# Yakuza 0
Yakuza 0 (jap. 龍が如く0 誓いの場所, Ryū ga Gotoku 0: Chikai no Basho, wörtlich etwa „So wie ein Drache 0: Ort des Eides“) ist ein japanisches Open-World-Action-Adventure von Sega aus dem Jahr 2015. Das Spiel ist Teil der Yakuza-Reihe und weist serientypische Anleihen aus dem Genre der Beat ’em ups auf. Es erzählt die Vorgeschichte zu Yakuza und erschien ursprünglich am 12. März 2015 in Japan für PlayStation 3 und PlayStation 4. Während die PlayStation-3-Fassung nur in Japan erschien, wurde die Version für PlayStation 4 am 24. Januar 2017 auch weltweit veröffentlicht. Eine Umsetzung für Windows wurde am 1. August 2018 über Steam veröffentlicht. Am 26. Februar 2020 erschien außerdem eine Portierung für die Xbox One. Die PC-Umsetzung wurde zudem zeitgleich im Microsoft Store für Windows 10 veröffentlicht. Am 24. Juni 2021 wurde das Spiel auch für die Cloud-Gaming-Plattform Amazon Luna veröffentlicht.

## Handlung

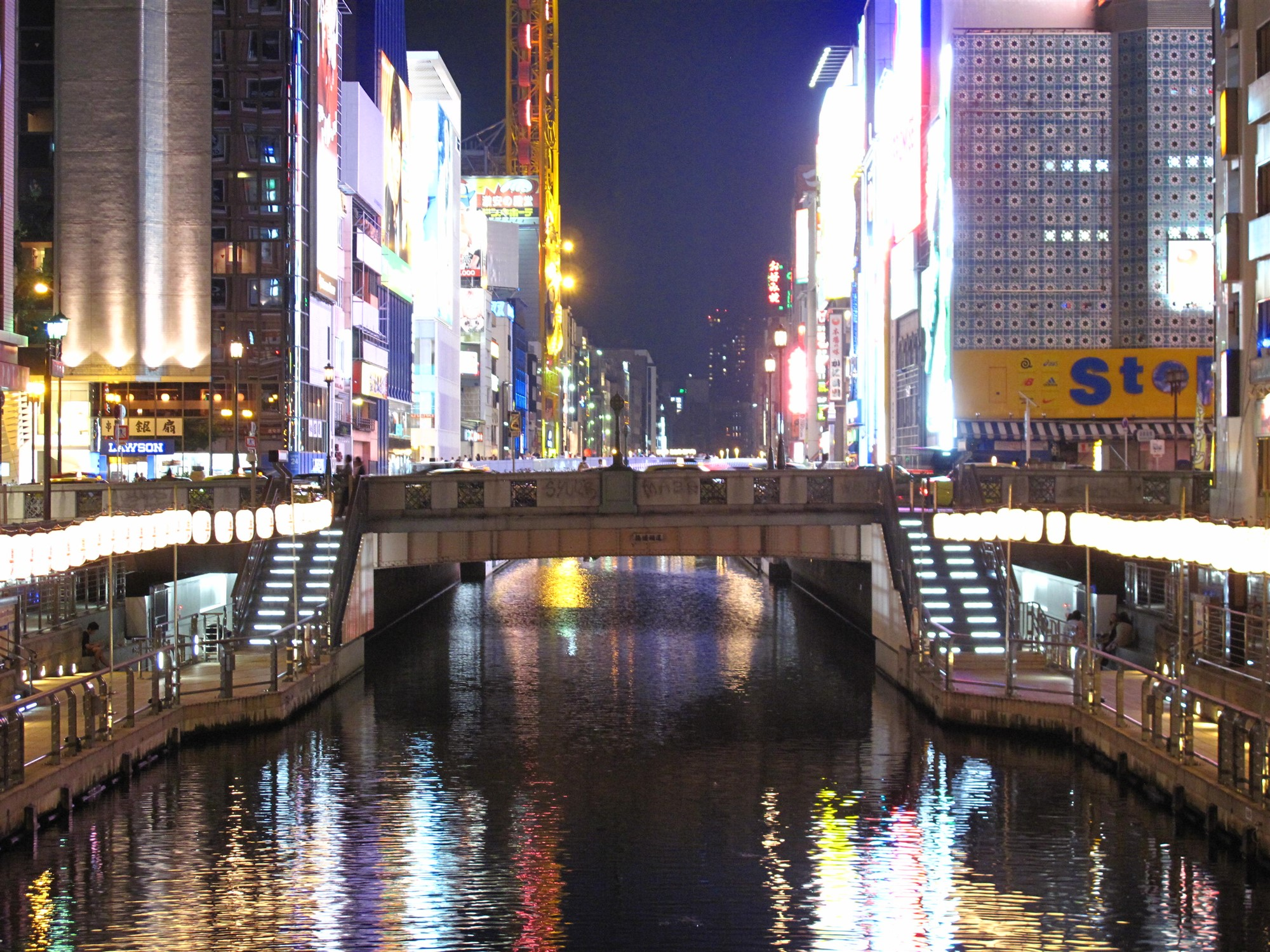
Dōtonbori in Osaka war Vorbild für den Spielbereich Sotenbori

Die Handlung des Spiels findet Ende der 1980er Jahre in Japan im Umfeld der kriminellen Organisation der Yakuza statt. Yakuza 0 spielt abwechselnd in Kamurocho, einer Nachbildung von Tokios Vergnügungsviertel Kabukichō, und Sotenbori, das Dōtonbori in Osaka nachempfunden ist. Der Spieler schlüpft dabei sowohl in die Rolle des aus anderen Yakuza-Teilen bekannten Hauptcharakters Kazuma Kiryu als auch in die des wiederkehrenden Charakters Goro Majima.
Das Spiel beginnt als Kazuma Kiryu im Dezember 1988 in Kamurocho. Der Yakuza-Sprössling soll für einen Kredithai Geld eintreiben, doch die Zielperson, die er verprügelt hat, wird wenig später tot in einem leeren Hinterhof aufgefunden. Kiryu ist nun gezwungen, seinen Yakuza-Clan, die Dojima-Familie, zu verlassen. Wie sich herausstellt wollen die Dojima-Familie und weitere Fraktionen, wie Immobilienspekulanten, das leer stehende Grundstück, auf dem sich der Mord ereignet hat, in ihren Besitz bringen. Ihr Ziel ist es, den Grundstückseigner ausfindig zu machen.
Kiryu trifft auf Tetsu Tachibana, den Chef einer Immobilienfirma, der ihm einen Job anbietet. Kiryu geht auf das Angebot ein und muss mehrere Auseinandersetzungen mit den verschiedenen Leutnants der Dojima-Familie bestreiten. Die Schläger der Yakuza bedrängen ihn immer mehr. Nach einer Konfrontation stellt sich heraus, dass Tachibana früher ein Mitglied der chinesischen Mafia war.
Währenddessen betreibt der zweite Spielcharakter Goro Majima in Sotenbori einen Club, nachdem er vom Tojo-Clan ausgestoßen wurde. Dort ist er unter ständiger Beobachtung. Er kann den Bezirk nicht verlassen und soll Geld für seine Herren verdienen. Eines Tages macht ihm sein Aufpasser Tsukasa Sagawa ein Angebot: Für den Mord an einer Person namens Makoto Makimura soll er wieder als vollwertiges Mitglied in die Shimano-Familie aufgenommen werden. Majima macht sich auf die Suche und findet Makoto Makimura schließlich in einer chiropraktischen Klinik. Entgegen all seinen Erwartungen handelt es sich bei Makoto Makimura allerdings um eine blinde junge Frau. Er bringt es nicht übers Herz sie zu ermorden und entführt sie stattdessen, um sie vor ihren Verfolgern zu schützen.
Es scheinen allerdings verschiedene Fraktionen hinter Makoto Makimura her zu sein und sie wird ihm wieder abgenommen. Mit Hilfe von Sagawa versucht er, sie nun wiederaufzufinden.
Kazuma Kiryu bekommt unterdessen von Tachibana offenbart, dass die Besitzerin des leeren Grundstücks eine Frau in Sotenbori ist: Makoto Makimura.

## Spielprinzip
Der Spieler kann sich abseits der Story-Sequenzen frei durch die Spielwelt bewegen und trifft dabei auf verschiedene Gruppierungen, die ihn attackieren und die durch Kämpfe mit Fäusten und herumliegenden Gegenständen (bis hin zu Motorrädern) zu bezwingen sind. Die Kämpfe sind auch während der Haupthandlung ein elementarer Spielbestandteil. Dem Spieler stehen dabei je Spielercharakter drei verschiedene Kampfstile und im späteren Spielverlauf nach Freischaltung je ein Bonuskampfstil zur Verfügung. Jeder Kampfstil hat dabei einen eigenen Skilltree, in dem mit Geld verschiedene Fähigkeiten und Boni freigeschaltet werden können. Geld kann unter anderem durch das Verprügeln von Gegnern verdient werden.
Eine weitere Möglichkeit, um Geld einzunehmen (oder auch auszugeben), sind diverse Minispiele, die abseits der Haupthandlung für Unterhaltung sorgen. Zur Auswahl steht eine Vielzahl an Spielen, von Rhythmusspielen und Sportsimulationen bis hin zu Glücksspiel, die zum Teil in verschiedenen Varianten spielbar sind. Neben den Minispielen gibt es noch weitere Interaktionsmöglichkeiten, wie das Trinken in Bars, das Kaufen von Gegenständen und das Speisen in Restaurants, das die Gesundheit wiederauffüllt. Auch besteht die Möglichkeit, sich in einem Erotik-Video-Laden Erwachsenenvideos von leicht bekleideten Frauen anzusehen.
Neben der Hauptstory treffen die Spielcharaktere immer wieder auf Personen, die Nebenaufgaben anbieten, welche man optional erledigen kann.

### Minispiele
Folgende Minispiele beinhaltet Yakuza 0:
- Angeln
- Bowling
- Baseball-Batting
- Telephon-Club
- Pocket-Racer mit ferngesteuerten Modellautos
- Cat-Fights (Frauen-Wrestling)
- Immobilien-Geschäfte
- Cabaret-Club-Management (ein Club mit Hostessen)
- Dragon and Tiger (Sammeln von Waffen und Crafting-Materialien)
- Rhythmusspiele
  - Karaoke
  - Disco-Tanz
- Barspiele
  - Dart
  - Poolbillard
- Greifautomaten
- klassische Sega-Arcade-Automaten-Spiele
  - Out Run
  - Space Harrier
  - Super Hang On
  - Fantasy Zone
- westliches Glücksspiel
  - Black Jack
  - Texas Hold’em
  - Roulette
  - Bakkarat
- asiatische Glücksspiele
  - Cee-lo
  - Cho-han
  - Oicho-Kabu
  - Hanafuda
- weitere asiatische Spiele
  - Shōgi
  - Mah-Jongg

## Entwicklung

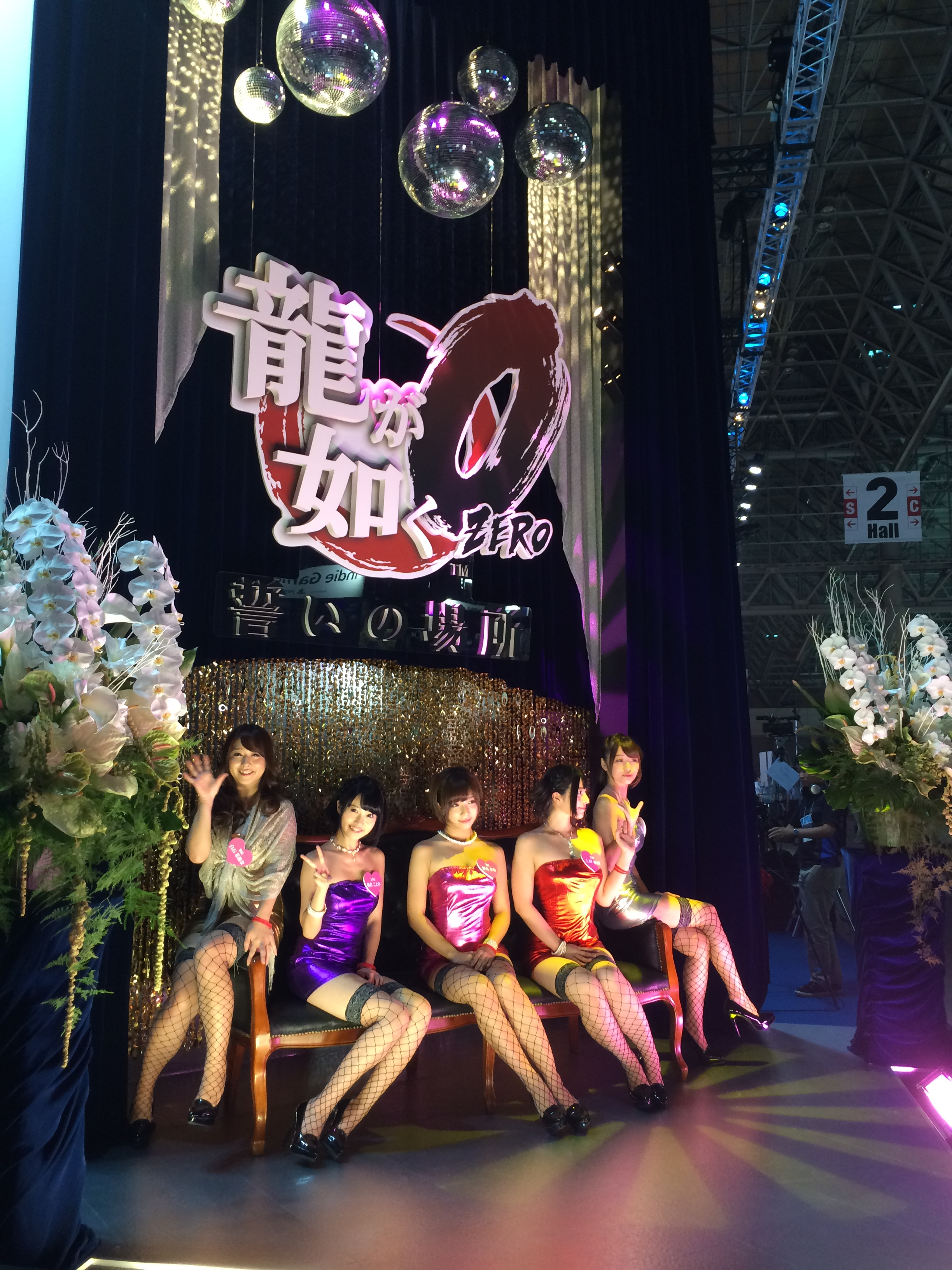
Stand mit Hostessen auf der Tokyo Game Show 2014

Das Spiel wurde im August 2014 von Sega für PlayStation 3 und 4 angekündigt. Auf der Tokyo Game Show im September 2014 wurde das Spiel mit einem Trailer der Öffentlichkeit vorgestellt.
Während das Spiel ab März 2015 nur in Japan für PlayStation 3 und 4 verfügbar war, wurde im Dezember 2015 eine Veröffentlichung für den Westen angekündigt. Erst am 24. Januar 2017 erschien die PlayStation-4-Version des Spiels allerdings in Europa und Nordamerika.
Auf der PC Gaming Show der Electronic Entertainment Expo im Juni 2018 kündigte Sega schließlich an, dass Yakuza 0 und Yakuza Kiwami (eine Neuauflage des ersten Yakuza-Spiels) für PC erscheinen sollen. Yakuza 0 erschien schließlich am 1. August 2018 für Microsoft Windows und ist damit das erste Spiel der Yakuza-Reihe, das für PC erschienen ist. Eine Portierung für Xbox One wurde für 2020 angekündigt. Am 26. Februar 2020 wurde das Spiel im Microsoft Store für Xbox One und Windows 10 veröffentlicht.
Das Spiel enthält Text im Umfang von 1,8 Millionen japanischer Schriftzeichen.

## Rezeption

### Rezensionen
Yakuza 0 erhielt überwiegend positive Wertungen.
Die Fachzeitschrift PC Games bescheinigt dem Titel eine spannende Story und abwechslungsreiche Kämpfe. Dem Autor zufolge wirke die Fassung für PlayStation 4 zwar technisch altbacken, jedoch seien die zahlreichen Nebenbeschäftigungen ein Pluspunkt.
Das Onlinemagazin 4Players kritisiert, dass sich das mehr als zehn Jahre alte Konzept, das schon bei den vorherigen Yakuza-Titeln zum Einsatz kam, mittlerweile verbraucht anfühlen würde.

„Kleine Änderungen am Kampfsystem, leicht veränderte Kulissen: Yakuza ist auch fast 30 Jahre in der Vergangenheit das Spiel, das es schon immer war.“

Laut Markus Schwerdtel von GamePro sehe das Spiel zwar auf den ersten Blick wie eine schräge Mischung aus Shenmue und Grand Theft Auto aus, sei aber wesentlich mehr. Das Spiel biedere sich nicht dem westlichen Geschmack an, sondern sei den japanischen Wurzeln treu. Gelobt wird vor allem die Atmosphäre, auch wenn die Größe der Spielwelt nicht einmal annähernd mit der von Grand Theft Auto V mithalten könne.
Das deutsche Spielemagazin GameStar nennt die PC-Umsetzung einen „anständigen Port“ mit umfangreichen Grafikoptionen. Das Spiel sei zwar gewöhnungsbedürftig, aber auch ungeheuer reizvoll.
Der Spieleratgeber-NRW schätzte das Spiel als einen Titel ein, der sich durch die komplexe Story, offenkundige Gewalt und das Setting in den 1980er Jahren mit popkulturellen Anspielungen dieser Zeit, klar an eine erwachsene Zielgruppe richtet. Die etlichen Minigames bereichern das Spiel nach Meinung der Redakteurin und die Story sei, trotz der mangelnden Übersetzung der Sprachausgabe, deutlich spannender als in Mafia III.

### Verkaufserfolg
Bereits im Mai 2015 gab Sega bekannt, dass sich Yakuza 0 in Japan und Asien mehr als eine halbe Million Mal verkauft habe.
Aufgrund des Erfolgs von Yakuza 0 für PC kündigte Sega an, sich zukünftig mehr auf den PC-Markt zu konzentrieren und weitere Titel dafür zu veröffentlichen.